# Copsychus saularis
Copsychus saularis е вид птица от семейство Muscicapidae.

## Разпространение
Видът е разпространен в Бангладеш, Бутан, Бруней, Камбоджа, Китай, Индия, Индонезия, Лаос, Малайзия, Мианмар, Непал, Пакистан, Филипините, Сингапур, Шри Ланка, Тайланд и Виетнам.